# Anthony Sinisuka Ginting
Anthony Sinisuka Ginting, né le 20 octobre 1996 à Cimahi (Java occidental), est un joueur de badminton indonésien évoluant en simple. Il est notamment médaille de bronze en 2021 aux jeux olympiques de Tokyo.

## Carrière
Ginting participe à ses premiers tournois internationaux en junior dans les années 2013-2014 avec déjà des médailles de bronze individuel aux mondiaux Juniors de 2014 et aux Jeux olympiques de la jeunesse de Nankin.
À partir de 2015, il est inscrit dans les compétitions séniors et remporte plusieurs titres en équipe aux championnats d'Asie ou aux jeux d'Asie du Sud-Est (titre en 2015 et 2019).
Ginting faisait partie de l'équipe d'Indonésie vainqueur en 2020 de la Thomas Cup.
Son plus haut classement en simple homme est 2ème mondial obtenu en 2023.
Il remporte son unique tournoi de niveau Super 1000 en 2018 lors de l'Open de Chine, 23–21, 21–19 contre Kento Momota. Considéré comme le meilleur match de sa carrière. Il ne remportera plus de Super 1000 malgré avoir atteint 3 autres finales. 
Aux Jeux olympiques d'été de 2020, il est battu en demi-finale du tournoi individuel face au chinois Chen Long mais remporte le bronze contre le guatemaltèque Kevin Cordón.
Ginting a participé aux Jeux de Paris 2024, mais n'est pas sorti des phases de poules. Il s'incline contre le français Toma Popov après avoir gagné contre Howard Shu. 